# Ziarnóweczka cynobrowa

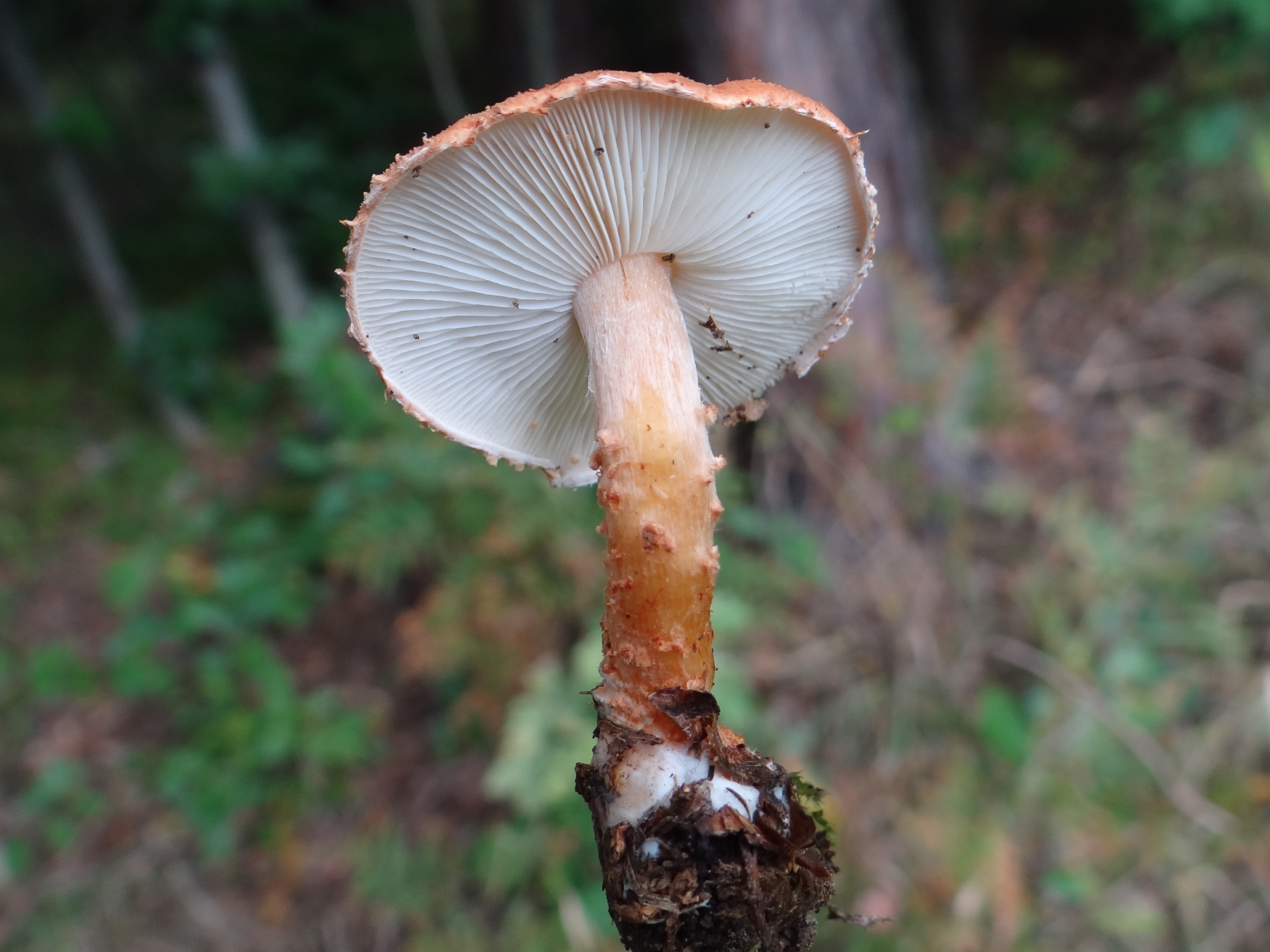

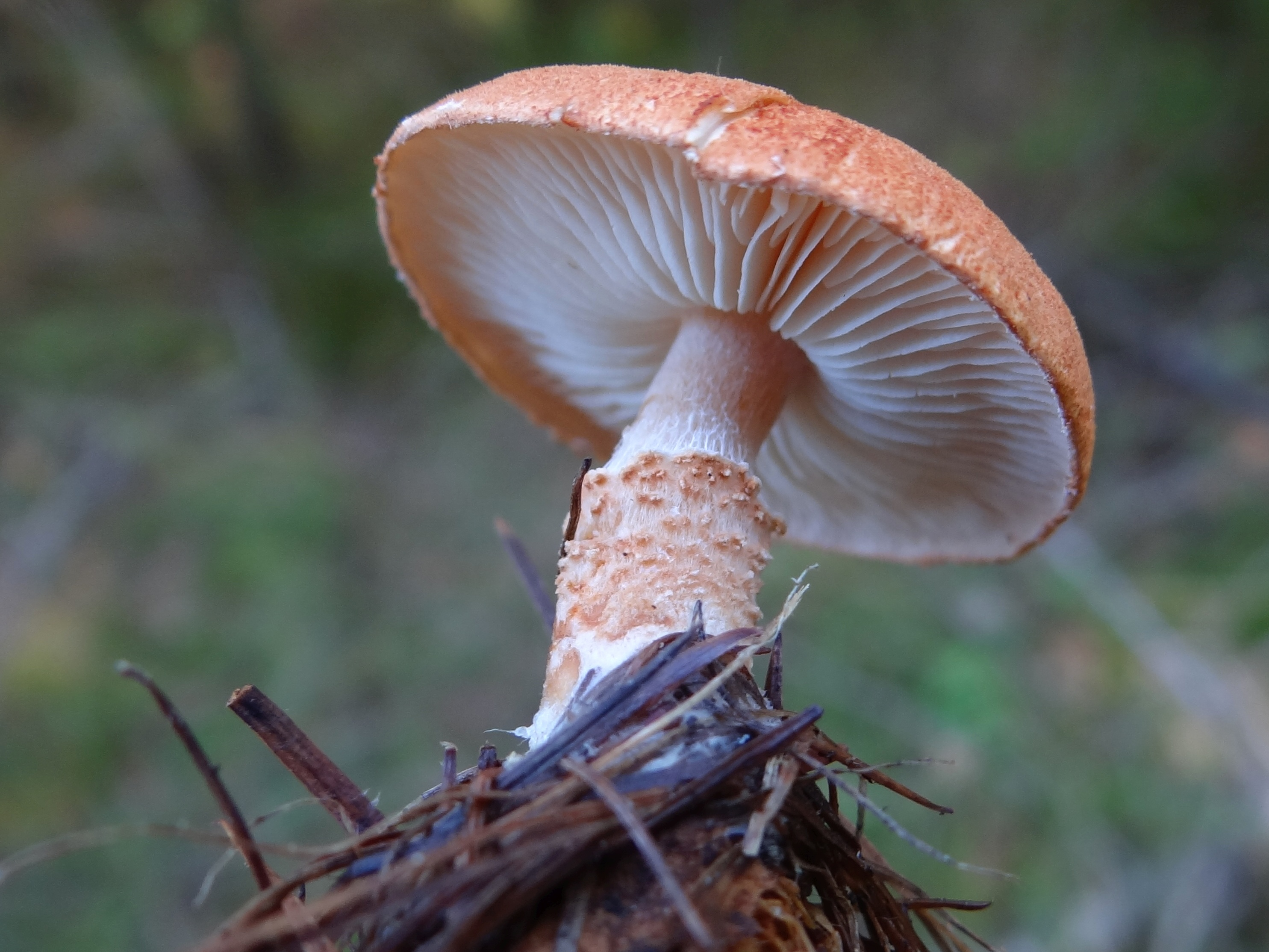

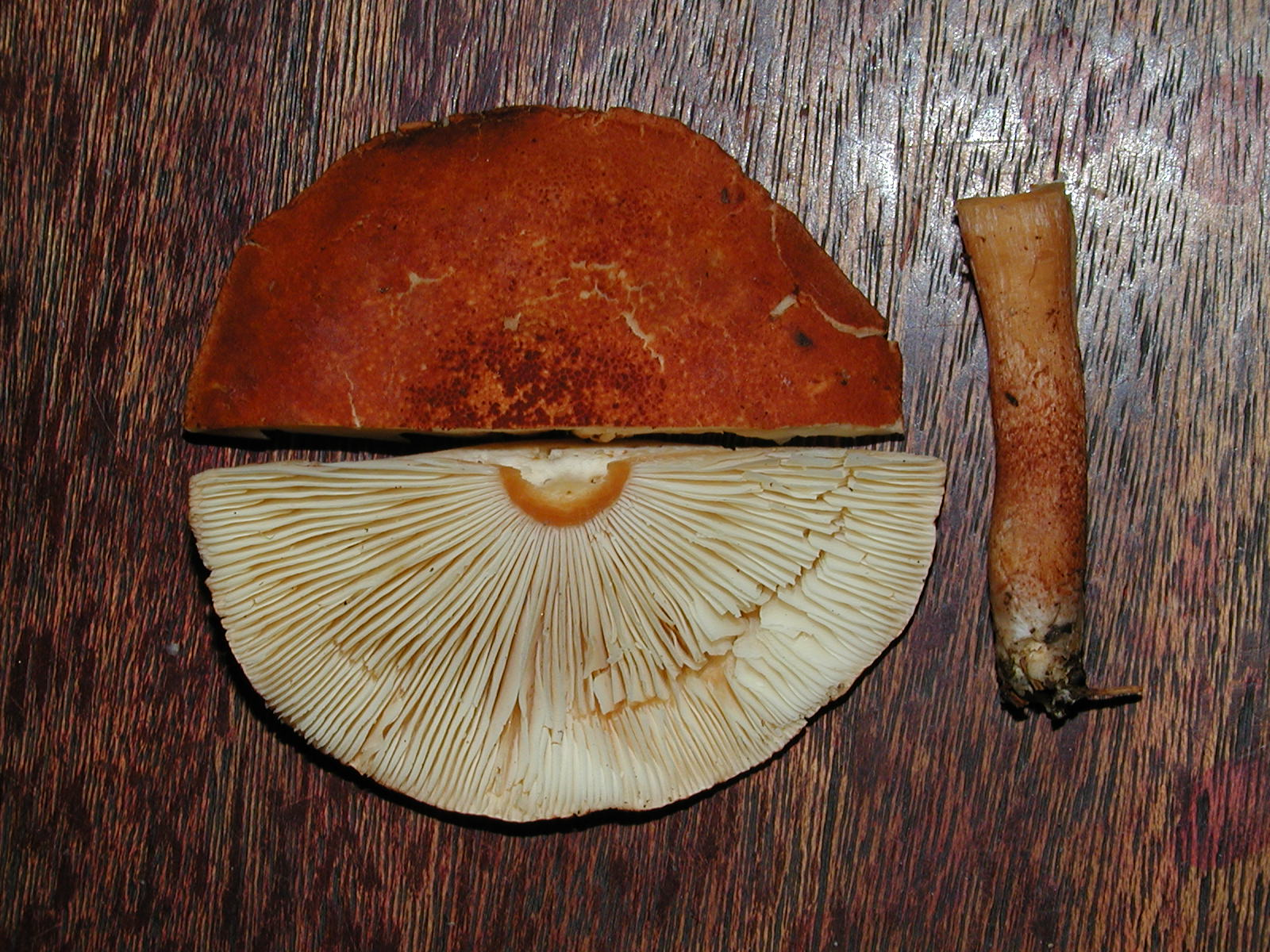

Ziarnóweczka cynobrowa (Cystodermella cinnabarina (Alb. & Schwein.) Harmaja) – gatunek grzybów należący do rzędu pieczarkowców (Agaricales).

## Systematyka i nazewnictwo
Pozycja w klasyfikacji według Index Fungorum: Cystodermella, Incertae sedis, Agaricales, Agaricomycetidae, Agaricomycetes, Agaricomycotina, Basidiomycota, Fungi.
Po raz pierwszy takson ten zdiagnozowali w 1805 r. Johannes Baptista von Albertini i Lewis David von Schweinitz jako odmianę pieczarki (Agaricus granulosus var. cinnabarinus). Obecną, uznaną przez Index Fungorum nazwę nadał mu w 2002 r. Harri Harmaja:
Synonimów naukowych ma ponad 20. Niektóre z nich:

- Agaricus cinnabarinus (Alb. & Schwein.) Fr. 1857
- Agaricus terryi Berk. & Broome 1870
- Armillaria cinnabarina (Alb. & Schwein.) Kauffman 1923
- Cystoderma cinnabarinum (Alb. & Schwein.) Fayod 1889
- Cystoderma cinnabarinum var. claricolor Romagn. 1961
- Cystoderma terryi (Berk. & Broome) Harmaja 1978
- Lepiota cinnabarina (Alb. & Schwein.) P. Karst. 1914
- Lepiota terryi (Berk. & Broome) P. Karst. 1879

Nazwę polską nadał Władysław Wojewoda w 2003, wcześniej gatunek ten znany był pod polską nazwą ziarnówka cynobrowa.

## Morfologia
Kapelusz
Średnica 3–8 cm, u młodych okazów półkulisty lub dzwonkowaty, później łukowaty, na koniec płasko rozpostarty. Brzeg kapelusza długo pozostaje podwinięty. Powierzchnia ziarnista, w kolorze od żywopomarańczowego przez cynobrowoczerwony do ceglastoczerwonego, na słońcu blaknie do żółtopomarańczowego.
Blaszki
Gęste i przy trzonie nieco wykrojone ząbkiem. U młodych owocników białe, u starszych ochrowożółte.
Trzon
Wysokość 4–8 cm, grubość do 1 cm, walcowaty i nieco rozszerzony dołem. Posiada nietrwały, biały, kosmkowato-łuskowaty pierścień. Powierzchnia pod pierścieniem od ochrowożółtej do bladopomarańczowej pokryta cynobrowymi kosmkami i łuskami, nad pierścieniem białawo-włóknista, ale bez łuseczek.
Miąższ
W kolorze od białego do żółtawego, po uszkodzeniu nie zmienia barwy. Smak niewyraźny, zapach bardzo słaby.
Wysyp zarodników
Biały. Zarodniki eliptyczne, gładkie, nieamyloidalne, o rozmiarach 4–5 × 2,5–3 μm. Występują cystydy
Gatunki podobne
- ziarnówka ochrowożółta (Cystoderma amianthinum). Jest mniejsza i ma kapelusz jaśniejszy, w odcieniach żółtego koloru[4].
- ziarnóweczka gruzełkowata (Cystodermella granulosum). Ma kapelusz beżowoczerwony, trzon łuskowaty i jest mniejsza[4].

## Występowanie i siedlisko
Występuje w Ameryce Północnej i w Europie. W Polsce gatunek rzadki. Znajduje się na Czerwonej liście roślin i grzybów Polski. Ma status R – potencjalnie zagrożony z powodu ograniczonego zasięgu geograficznego i małych obszarów siedliskowych. Znajduje się na czerwonej liście gatunków zagrożonych także w Holandii, Danii, Anglii, Niemczech.
Grzyb naziemny. Rośnie w lasach iglastych i mieszanych, na trawie, wśród mchów, także na obrzeżach dróg leśnych. Owocniki pojawiają się od lipca do października.

## Znaczenie
Grzyb jadalny. Saprotrof.